# Olof Granfeldt
Olof Granfeldt, född 25 mars 1793 i Bara, Malmöhus län, död 16 april 1850 i Klara församling, Stockholm, var en svensk pianotillverkare och instrumentmakare i Stockholm mellan 1827 och 1850.

## Biografi
Granfeldt föddes 1793 i Bara  i Skåne och flyttade därifrån 1817. Mellan 1820 och 1822 var han gesäll hos instrumentmakaren Ludwig Lüdeke (Lüdecke) i S:t Petersburg. Granfeldt arbetade därefter från juli 1822 till mars 1823 hos Henrik Blomquist i Borgå. Från 1823 hade han en egen verkstad i Åbo. Där byggde han pianon, harpor, cittror och gitarrer. Efter 1827 tillverkade han taffel, pianon och flyglar i Stockholm. Granfeldt avled 1850 av lungsot.
År 1844 blev Granfeldt associé i Kungliga Musikaliska Akademien.
Granfeldt var gift med Lovisa Fredrika Widegren (född 1796). De fick tillsammans barnen Emil Theodor (född 1826), Albert Victor (född 1828), Vendla Albertina (född 1832), Olof Ludvig Knut (född 1835) och Emil Rudolph (född 1838).

## Produktion
| År   | Produkt/Arbete | Summa           |
| ---- | -------------- | --------------- |
| 1830 | Instrument     | 400 riksdaler.  |
| 1831 | Instrument     | 1200 riksdaler. |
| 1832 | Instrument     | 1400 riksdaler. |
| 1833 | Instrument     | 1600 riksdaler. |
| 1834 | Instrument     | 1400 riksdaler. |
| 1835 | Instrument     | 1800 riksdaler. |
| 1836 | Instrument     | 1400 riksdaler. |

## Medarbetare
- 1830 - Petter N. Högström (född 1808). Han var lärling hos Granfeldt.
- 1830 - Johan E. Ternholm (född 1811). Han var lärling hos Granfeldt.
- 1830 - Bror Erik Ståhl (född 1808). Han var gesäll hos Granfeldt.
- 1830 - Carl Gustaf Sandberg (född 1805). Han var gesäll hos Granfeldt.
- 1830 - Anders Johan Nordvall (född 1800). Han var gesäll hos Granfeldt.
- 1830 - Erik Gustaf Granholm (1807-1872). Han var gesäll hos Granfeldt.
- 1830-1832 - Gustaf Englund (född 1814). Han var lärling hos Granfeldt.
- 1830-1833 - Ulrik Stade (född 1808). Han var lärling 1830 och från 1832 gesäll hos Granfeldt.
- 1830-1833 - Nils Mich. Rosenqvist (född 1804). Han var gesäll hos Granfeldt.
- 1830, 1832-1833 - Johan Erik Saurén (född 1807). Han var gesäll hos Granfeldt.
- 1831-1833 - Carl Gustaf Brunström (född 1808). Han var gesäll hos Granfeldt.
- 1832 - August Lagerkvist (född 1809). Han var gesäll hos Granfeldt.
- 1832 - Johan Christian Wancke (1810-1850). Han var gesäll hos Granfeldt.
- 1832 - A. G. Broberg (född 1808). Han var lärling hos Granfeldt.
- 1832-1833 - Johan Gustaf Rosenberg (född 1814). Han var lärogosse hos Granfeldt.
- 1832-1836 - Fredrik Appelgren (född 1807). Han var gesäll hos Granfeldt.
- 1832-1837 - Zacharias Grönvall (född 1798). Han var gesäll hos Granfeldt.
- 1833 - Carl Jacob Schephear (född 1800). Han var gesäll hos Granfeldt.
- 1833 - Fredrik Gabriel Schephear (född 1800). Han var gesäll hos Granfeldt.
- 1833 - Emanuel Ahlfors (född 1805). Han var gesäll hos Granfeldt.
- 1833 - Carl Erik Wallin (född 1802). Han var gesäll hos Granfeldt.
- 1833 - Anders Peter Björklund (född 1815). Han var lärling hos Granfeldt.
- 1834-1840 - Johan Ekholm (född 1815). Han var från 1834 lärling och från 1839 gesäll hos Granfeldt.
- 1835 - Chr. W. Bond (född 1804). Han var gesäll hos Granfeldt.
- 1835 - Sv. Palm (född 1812). Han var gesäll hos Granfeldt.
- 1835-1836 - Fr. Tullgren (född 1812). Han var gesäll hos Granfeldt.
- 1835-1836 - And. Rolf. (född 1812). Han var gesäll hos Granfeldt.
- 1835-1839 - Carl Erik Hallström (född 1818). Han var lärling hos Granfeldt.
- 1835-1841 - Carl Jonas Nyblad (född 1818). Han var från 1835 lärling  och från 1841 gesäll hos Granfeldt.
- 1836 - M. Nygren (född 1811). Han var gesäll hos Granfeldt.
- 1836 - Johan E. Enström (född 1812). Han var gesäll hos Granfeldt.
- 1837 - Mr. Stadius (född 1808). Han var gesäll hos Granfeldt.
- 1837 - P. G. Hallin (född 1804). Han var gesäll hos Granfeldt.
- 1837 - And. Norell (född 1808). Han var gesäll hos Granfeldt.
- 1837-1841 - Lars Petter Ahlgren (född 1820). Han var lärling hos Granfeldt.
- 1837-1838 - Anders J. Lindström (född 1817). Han var lärling hos Granfeldt.
- 1839 - Jöns Petter Eklund (född 1809). Han var gesäll hos Granfeldt.
- 1840 - Fredrik Appelgren (född 1809). Han var gesäll hos Granfeldt.
- 1840 - Svante Palm (född 1813). Han var gesäll hos Granfeldt.
- 1840 - Johan Axel Lundmark (född 1817). Han var gesäll hos Granfeldt.
- 1840-1841 - Johan Erik Pettersson (född 1815). Han var gesäll hos Granfeldt.
- 1840 - Gudmun Andersson (född 1815). Han var lärling hos Granfeldt.